# 寶珊道
寶珊道（英語：Po Shan Road）以韋寶珊爵士命名，是香港港島半山區的行車街道，位於海拔約180米，西端連接旭龢道60號旭龢消防局，近克頓道交界，東端（寶珊道30號）是行車的盡頭，為掘頭路，不過仍有兩條支路，一條通往聯邦花園的後門，另一條下山的行人道，通往聯邦花園正門，及干德道41號聯邦花園另一個住戶出口，近帝豪閣，即是聖士提反女子中學對上。
1972年，寶珊道發生山泥傾瀉，導致67人死亡。

## 排水管道
2006年，政府耗資 1.6億港元動工興建寶珊道山泥傾瀉防治工程。這個地下水排放系統能透過監測儀器量度地下水壓，再按情況調節地下水位，達到理想的斜坡安全系數。

## 鄰近
- 杏彤苑 (Hatton Place)
- 愛敦大廈 (Hamilton Court)
- 碧苑大廈 (Piccadilly Mansion)
- 寶城大廈 (Po Shan Mansion)
- 香港天文台寶珊地震站

## 交匯道路
- 旭龢道

## 交通
專線小巴